# 和布克赛尔镇
和布克赛尔镇，是中华人民共和国新疆维吾尔自治区塔城地区和布克赛尔蒙古自治县下辖的一个乡镇级行政单位。

## 行政区划
和布克赛尔镇下辖以下地区：
巴音托洛盖社区、巴音布拉克社区和巴格茨社区。